# Liten diskröksvamp
Liten diskröksvamp (Disciseda candida) är en svampart som först beskrevs av Ludwig David von Schweinitz, och fick sitt nu gällande namn av Lloyd 1902. Enligt Catalogue of Life ingår Liten diskröksvamp i släktet Disciseda,  och familjen Agaricaceae, men enligt Dyntaxa är tillhörigheten istället släktet Disciseda,  och familjen röksvampar. Arten är reproducerande i Sverige. Inga underarter finns listade i Catalogue of Life.